# Hadley Richardson
Elizabeth Hadley Richardson (9 novembre 1891 – 22 janvier 1979), surnommée Hash, est la première femme de l'auteur américain Ernest Hemingway. Après leur mariage en 1921, dans le Michigan, le couple décide de s'installer à Paris. Ernest y poursuit sa carrière d'écrivain et ils rencontrent les expatriés de l’intelligentsia américaine et britannique : ceux qui ont constitué, en grande partie, la génération perdue. En 1925, Hadley apprend la liaison amoureuse entre Pauline Pfeiffer et Ernest, dont elle divorcera en 1927. En 1933, elle épousera en secondes noces le journaliste Paul Mowrer (en), dont elle a fait connaissance à Paris. 

## Biographie
Elizabeth Hadley Richardson, née le 9 novembre en 1891 à St. Louis, Missouri, est la plus jeune des quatre enfants de la famille. Sa mère, Florence - née Wyman -, était une chanteuse et musicienne confirmée. Son père, James Richardson, Jr., travaillait au sein de la compagnie pharmaceutique familiale. 
Alors enfant, elle tombe de la fenêtre du 2e étage et ses blessures l'obligent à rester au lit pendant une année. Après l'accident, sa mère devient exagérément protectrice, ne lui permettant pas d'apprendre à nager ni de faire d'autres activités physiques.
Son père, moins protecteur, se suicide en 1903 à la suite de difficultés financières.
Adolescente, Hadley Richardson devient malheureusement, timide et recluse. Elle est élève au Mary Institute de St. Louis, puis au collège Bryn Mawr. Cependant, la mort de sa sœur Dorothea et la fragilité psychique et physique de Hadley Richardson, incitent sa mère à la retirer du collège. 
Après un retour au collège, Hadley Richardson vécut une vie restrictive, sa sœur et sa mère continuant à s'inquiéter au sujet de sa santé et de ses rares activités physiques et sociales.
Un été pourtant, elle est autorisée par sa mère à rendre visite à son ancienne camarade de chambre, Katy Smith, dans le Vermont. Elle y découvre les joies du tennis et fait la connaissance de Maxfield Parrish. Lorsque sa mère s’inquiète de son bien-être, elle l'oblige à rentrer. Alors que sa mère, recluse, s'immerge dans la spiritualité, Hadley Richardson passe quelques années à essayer d'être une pianiste, jusqu'à ce qu'elle abandonne définitivement cette voie, par manque de talent selon elle. Quand sa mère développera la maladie de Bright, Hadley Richardson la soignera jusqu'à sa mort.

## Rencontre avec Ernest Hemingway

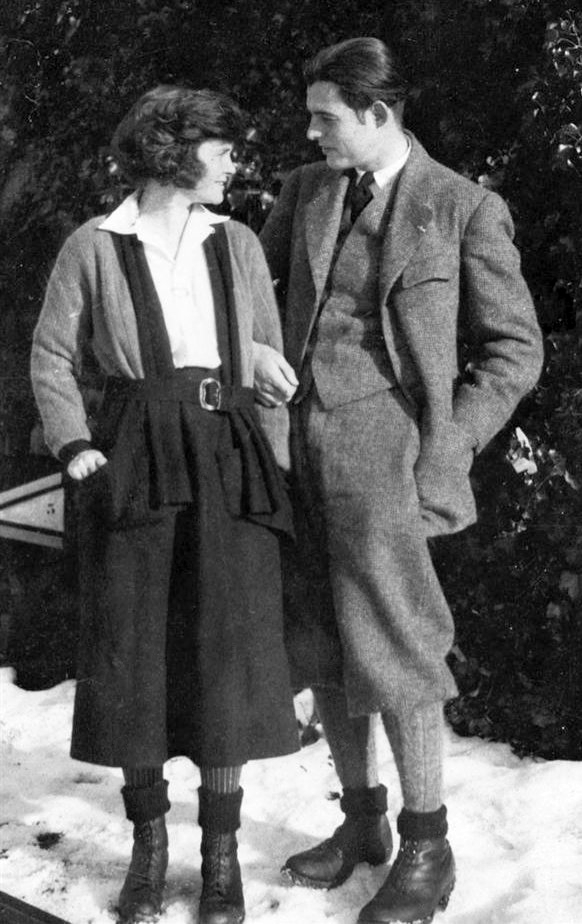
Hadley et Ernest Hemingway en Suisse, en 1922.

Peu de temps après la mort de sa mère, en décembre 1920, Hadley Richardson rend visite à son amie de chambrée, Katie Smith, qui demeure à Chicago  et qui deviendra la femme de John Dos Passos. Celle-ci lui fait rencontrer Hemingway qui vit, alors, avec un de ses frères, et qui est employé comme éditeur associé du journal mensuel, le Cooperative Commonwealth.
Quand Hadley Richardson retourne à St.Louis, Hemingway, qui s'était épris d'elle, écrit qu'elle était la fille qu'il allait épouser. Son ainée de 8 ans, Hadley Richardson est une femme à la chevelure rousse, à l'instinct maternel.
Bernice Kert, écrivain, écrit dans Les femmes d'Hemingway, qu' Hadley Richardson était la femme idéale durant sa convalescence, fragilisé par ses blessures subies à la fin de la Première Guerre mondiale en Italie. Hadley Richardson avait beaucoup de points communs avec Agnès von Kurowsky, l'infirmière américaine qui soigna Hemingway en Italie et dont il s'amouracha. Agnès von Kurowsky lui inspira le personnage de Catherine Barkley dans son roman L'Adieu aux armes. 
Élève érudite, Jamie Barlowe croit également que Hadley Richardson représentait la femme parfaite, émotive, dépendante, obéissante, en total opposition à la femme moderne du début des années 1920.
Durant l'hiver 1921, Hadley Richardson reprit la musique, s'adonnait à des activités de plein air et correspondait avec Hemingway resté à Chicago. Quand elle a exprimé ses pressentiments relatifs à leur différence d'âge, Hemingway protestait qu'il ne ressentait aucune différence.
Le temps s’égrène, entrecoupé de correspondances et de visites mutuelles entre Chicago et St.Louis. Dans l'une d'entre elles, Hadley Richardson lui promet de lui offrir une machine à écrire Corona, pour son prochain anniversaire. Et en juin, elle annonce leur prochain mariage, malgré les objections de ses amis et de sa sœur. Hadley Richardson disait qu'elle savait ce qu'elle faisait, qu'elle croyait dans le talent d'Hemingway et qu'elle était bonne pour lui.

## Mariage avec Hemingway
Ils se sont mariés le 3 septembre 1921, à Horton Bay, Michigan, et ont passé leur lune de miel dans le cottage familial d'été d'Ernest à Walloon Lake. 
Le temps fut exécrable et tous deux eurent de la fièvre et un mal de gorge. Ils retournèrent vivre à Chicago dans un petit appartement situé sur North Dearborn Street.
La mort d'un oncle de Hadley Richardson lui permet d'obtenir un autre héritage, accroissant leur indépendance financière. Alors qu'ils projetaient de visiter Rome, un ami, Sherwood Anderson les convainc de visiter Paris. 
La perspective de vivre à Paris séduit Hadley Richardson.
Deux mois plus tard, Hemingway était engagé comme correspondant étranger, à Paris, pour le Toronto Star.
Le biographe d'Hemingway, Jeffrey Meyers mentionnera qu'avec Hadley Richardson, Hemingway réalisait tout ce qu'il avait espéré faire avec Agnès von Kurowsky : l'amour d'une jolie femme, une vie confortable et une vie en Europe.

## Vie à Paris
En 1922 à Paris, Hadley Richardson et Hemingway habitent au 74 de la rue Cardinal Lemoine, dans le Quartier Latin, juste à côté de son lieu de travail, une petite chambre louée dans un immeuble.
Cet hiver là, il découvre Shakespeare and Company, la librairie indépendante de l'éditrice Sylvia Beach, qui vend et prête des livres en langue anglaise, carrefour incontournable des écrivains et journalistes anglo-saxons, très courue des expatriés américains. Hadley Richardson y est allée acheter les œuvres de James Joyce qu'elle adore (Ulysse avait été publié par Sylvia Beach). Les Hemingway finissent par y rencontrer Joyce lui-même en mars 1922.

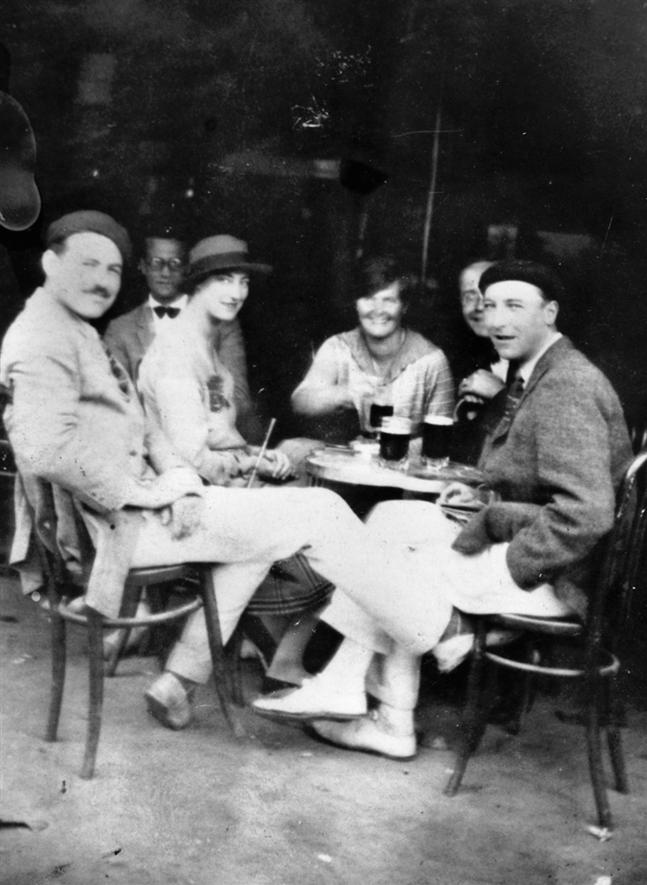
Ernest Hemingway (gauche), avec Harold Loeb, Duff Twysden (avec chapeau), Hadley Richardson, Donald Ogden Stewart (caché) et Pat Guthrie (à droite) à Pampelune, en Espagne, en juillet 1925.

Grâce à une lettre d'introduction d'Anderson, Hemingway rencontre Ezra Pound, qui les invite à prendre le thé, puis les introduit dans le salon de Gertrude Stein. Parisienne depuis une vingtaine d'années, elle est le véritable chef d'orchestre des soirées et des rencontres des expatriés anglo-saxons vivant à Paris. Une forte et durable amitié va naitre entre les deux écrivains.
Ce printemps-là, les Hemingway voyagent en Italie, et en été en Allemagne. En décembre, Hadley Richardson part rejoindre Hemingway à Genève, où il couvre une conférence pour la paix. 
C'est durant ce voyage qu'elle égare à la gare de Lyon une mallette pleine de manuscrits d'Hemingway. Dévasté et fâché de la perte de son travail, il la blâme.

## Toronto ou la naissance de John
Quelques mois plus tard, quand ils apprennent la grossesse de Hadley Richardson, le couple décide de déménager à Toronto pour la naissance du bébé. Avant qu'ils quittent la France, le couple se rend, pour la première fois, à Pampelune pour y suivre une corrida, aux fêtes de San Fermín.  
Leur fils John Hadley Nicanor Hemingway nait le 10 octobre 1923, à Toronto
 et porte le nom de Hadley, sa mère accompagné de Nicanor, en hommage au jeune matador espagnol : Nicanor Villalta qui a beaucoup impressionné Hemingway.
L'accouchement a été rapide et l'enfant est en bonne santé. Hemingway n'y a pas assisté, il a été envoyé à New York en reportage. Hadley Richardson surnomme son fils « Bumby » à cause de ses ressemblances avec les nounours dodus.
À Toronto, la famille vit dans un petit appartement sur Bathurst Street. Hemingway considère Toronto ennuyeux et veut retourner à Paris pour y vivre une vie d'écrivain plutôt que d'être journaliste à Toronto.

## Retour à Paris
Quand leur fils, « Bumby », est âgé de quelques mois seulement, ils retournent vivre à Paris et en janvier 1924, s'installent dans un appartement de la rue Notre-Dame-des-Champs.
Hadley Richardson engage une aide pour les tâches ménagères et pour leur fils Bumby. Elle a emprunté un landau pour prendre le bébé quand ils partent en promenade au Jardin du Luxembourg.
Le baptême de Bumby se déroule à la chapelle épiscopalienne St Luke, rue de la Grande-Chaumière à Paris, en mars, en présence de son parrain Eric Dorman-Smith et de sa marraine Gertrude Stein. Quelques mois plus tard, une mauvaise gestion du capital de Hadley Richardson les laisse avec une perte financière importante. Au même moment, Hemingway commence un travail d'éditeur pour Ezra Pound au petit magazine moderne de Ford Madox Ford, la Critique Transatlantique.
En juin, les Hemingway retournent à Pampelune, sans leur fils. et choisissent Schruns en Autriche, pour leurs vacances hivernales.
Quelque temps avant leurs retours en France, Hemingway avait rencontré les sœurs Pfeiffer.
Quand en juin, 1925, Hadley Richardson et Hemingway quittent Paris pour leur troisième voyage consécutifs à Pampelune, ils sont accompagnés par le groupe d'amis américains et britanniques expatriés dans lequel se trouve aussi Pauline Pfeiffer, elle-même, journaliste américaine dépêchée à Paris pour le magazine vogue,.
Ce voyage inspire le premier roman d'Hemingway Le soleil se lève aussi, pour lequel il travaille à sa rédaction, immédiatement après la fiesta et le finit en septembre.
En novembre, il achète à l'occasion de l'anniversaire de Hadley Richardson, une peinture de Joan Miró, La Ferme.

## Divorce de Hadley Richardson et de Hemingway
Leur mariage se délita complètement alors qu'Hemingway travaillait à la relecture et correction de Le soleil se lève aussi . Aussi, il dédicaça son ouvrage à Hadley Richardson et à John Hadley Nicanor.
Pour la deuxième année, ils reviennent passer leurs vacances d'hiver à Schruns, en Autriche, pour Noël, mais cette année-là, ils sont rejoints par Pauline Pfeiffer. Hemingway effectue le voyage de retour avec elle, laissant Hadley Richardson et leur fils en Autriche.
Alors qu'ils sont toujours en Autriche, Hemingway navigue pour New York puis revient en mars à Paris, date à laquelle il a vraisemblablement commencé sa liaison avec Pauline Pfeiffer.
À la fin du printemps 1926, Hadley Richardson se rendit compte de la liaison amoureuse de son époux et de Pauline Pfeiffer Elle supporta difficilement la présence de Pauline Pfeiffer à Pampelune, cet été-là.
À leurs retours sur Paris, Hadley Richardson et Hemingway décidèrent de se séparer. Et Hadley Richardson demanda une requête de divorce à l'automne. En novembre, ils se partagèrent les biens et Hadley Richardson accepta l'offre des royalties du roman Le soleil se lève aussi.
Le couple divorça en janvier 1927 et Hemingway épousa Pauline Pfeiffer en mai de la même année.

## Remariage avec Paul Mowrer
Hadley Richardson resta en France jusqu'à 1934. Parmi ses meilleurs amis à Paris, elle compte Paul Mowrer (en), correspondant étranger pour le Chicago Daily News, qu'elle avait rencontré au printemps 1927, peu avant que son divorce soit finalisé.
Le 3 juillet 1933, après une relation de cinq ans, Hadley Richardson et Paul Mowrer se marient à Londres. Hadley Richardson a été spécialement reconnaissante envers Mowrer pour sa relation amicale et chaleureuse avec elle et son fils.
Quelque temps après, ils rentrent aux États-Unis, et s'installent dans la banlieue de Chicago, où ils vécurent durant la Seconde Guerre mondiale. Elle continuait à recevoir des droits d'auteur du roman Le soleil se lève aussi,  qui comprenaient celles du film homonyme de 1957.